# レックス・トンプソン
レックス・トンプソン（Rex Thompson, 1942年12月14日 - ）は、1950年代から1960年代にかけて活躍した子役、俳優。今日でも名作と呼ばれる作品に出演したことで知られる。

## 出演作品
- 悲恋の王女エリザベス Young Bess （1953年） - エドワード6世役
- 王様と私 The King and I （1956年） - ルイス役
  - 主人公の息子役であり、他の子役との共演も話題になった。なお、母親役のデボラ・カーは『悲恋の女王エリザベス』でも共演している。
- 愛情物語 The Eddy Duchin Story （1956年）
- 白い丘 All Mine to Give （1957年）
- 逃亡者 （1966年） ※引退作